# A Real Mother for Ya
"A Real Mother for Ya" is een nummer van de Amerikaanse muzikant Johnny "Guitar" Watson. Het nummer werd uitgebracht op zijn gelijknamige album uit 1977. In mei dat jaar werd het nummer uitgebracht als de eerste single van het album.

## Achtergrond
"A Real Mother for Ya" is geschreven en geproduceerd door Watson. De titel van het nummer is een verbastering van "a real motherfucker". Op het nummer wordt veel gebruik gemaakt van de talkbox.
"A Real Mother for Ya" werd een bescheiden hit in Watsons' thuisland de Verenigde Staten en het Verenigd Koninkrijk, waar de plaat respectievelijk de 41e positie van de Billboard Hot 100 en de 44e positie in de UK Singles Chart behaalde. 
De plaat kende meer successen in Nederland en België. In Nederland werd de plaat door dj Ferry Maat veel gedraaid in zijn radioprogramma de Soulshow op de befaamde TROS donderdag op Hilversum 3 en werd een gigantische hit in de destijds twee landelijke hitlijsten op de nationale publieke popzender. De plaat bereikte de 3e positie in zowel de Nederlandse Top 40 als de Nationale Hitparade. In de op Hemelvaartsdag 27 mei 1976 gestarte Europese hitlijst op Hilversum 3, de TROS Europarade, werd de 11e positie bereikt. 
In België bereikte de plaat de 19e positie in de voorloper van de Vlaamse Ultratop 50. In de Vlaamse Radio 2 Top 30 werd de 15e positie behaald en in Wallonie de 42e positie in de voorloper van de Waalse Ultratop 50.

## Hitnoteringen

### Nederlandse Top 40
| Hitnotering: 02-07-1977 t/m 10-09-1977 | Hitnotering: 02-07-1977 t/m 10-09-1977 | Hitnotering: 02-07-1977 t/m 10-09-1977 | Hitnotering: 02-07-1977 t/m 10-09-1977 | Hitnotering: 02-07-1977 t/m 10-09-1977 | Hitnotering: 02-07-1977 t/m 10-09-1977 | Hitnotering: 02-07-1977 t/m 10-09-1977 | Hitnotering: 02-07-1977 t/m 10-09-1977 | Hitnotering: 02-07-1977 t/m 10-09-1977 | Hitnotering: 02-07-1977 t/m 10-09-1977 | Hitnotering: 02-07-1977 t/m 10-09-1977 | Hitnotering: 02-07-1977 t/m 10-09-1977 | Hitnotering: 02-07-1977 t/m 10-09-1977 |
| Week                                   | 1                                      | 2                                      | 3                                      | 4                                      | 5                                      | 6                                      | 7                                      | 8                                      | 9                                      | 10                                     | 11                                     |                                        |
| -------------------------------------- | -------------------------------------- | -------------------------------------- | -------------------------------------- | -------------------------------------- | -------------------------------------- | -------------------------------------- | -------------------------------------- | -------------------------------------- | -------------------------------------- | -------------------------------------- | -------------------------------------- | -------------------------------------- |
| Positie                                | 18                                     | 8                                      | 6                                      | 4                                      | 3                                      | 3                                      | 5                                      | 8                                      | 12                                     | 27                                     | 38                                     | uit                                    |

### Nationale Hitparade
| Hitnotering: 02-07-1977 t/m 03-09-1977 | Hitnotering: 02-07-1977 t/m 03-09-1977 | Hitnotering: 02-07-1977 t/m 03-09-1977 | Hitnotering: 02-07-1977 t/m 03-09-1977 | Hitnotering: 02-07-1977 t/m 03-09-1977 | Hitnotering: 02-07-1977 t/m 03-09-1977 | Hitnotering: 02-07-1977 t/m 03-09-1977 | Hitnotering: 02-07-1977 t/m 03-09-1977 | Hitnotering: 02-07-1977 t/m 03-09-1977 | Hitnotering: 02-07-1977 t/m 03-09-1977 | Hitnotering: 02-07-1977 t/m 03-09-1977 | Hitnotering: 02-07-1977 t/m 03-09-1977 |
| Week                                   | 1                                      | 2                                      | 3                                      | 4                                      | 5                                      | 6                                      | 7                                      | 8                                      | 9                                      | 10                                     |                                        |
| -------------------------------------- | -------------------------------------- | -------------------------------------- | -------------------------------------- | -------------------------------------- | -------------------------------------- | -------------------------------------- | -------------------------------------- | -------------------------------------- | -------------------------------------- | -------------------------------------- | -------------------------------------- |
| Positie                                | 21                                     | 6                                      | 4                                      | 4                                      | 3                                      | 3                                      | 6                                      | 11                                     | 12                                     | 24                                     | uit                                    |

### TROS Europarade
Hitnotering: 23-07-1977 t/m 25-08-1977. Hoogste notering: #11 (1 week).

### NPO Radio 2 Top 2000
| Nummer met noteringen in de NPO Radio 2 Top 2000 | '99 | '00  | '01  | '02  | '03 | '04 | '05  | '06  | '07  | '08  | '09  | '10  | '11  | '12 | '13  | '14  | '15  | '16  |
| ------------------------------------------------ | --- | ---- | ---- | ---- | --- | --- | ---- | ---- | ---- | ---- | ---- | ---- | ---- | --- | ---- | ---- | ---- | ---- |
| A Real Mother for Ya                             | 824 | 1089 | 1541 | 1104 | 992 | 988 | 1390 | 1600 | 1390 | 1309 | 1372 | 1182 | 1441 | 963 | 1184 | 1489 | 1698 | 1872 |

1. ↑  Een vetgedrukt getal geeft de hoogste notering aan.
2. ↑  Deze tabel is bijgewerkt tot en met de laatste editie (2024).